# Alex Frost
Alexander Richard Frost (Portland, Oregón; 17 de febrero de 1987) es un actor estadounidense. Entre sus papeles se encuentra el de Alex en Elephant (2003) de Gus Van Sant, película que ganó la Palma de Oro del Festival de Cannes.

## Biografía
Frost creció en Portland y comenzó su carrera a los quince años, cuando obtuvo un papel en la película de Gus Van Sant Elephant. En ésta, personificó a un joven que, junto a su amigo (interpretado por Eric Deulen), provoca un tiroteo en su escuela. En 2006, apareció en The Lost, donde encarnó a Tim Bess, el mejor amigo del protagonista, Ray Pye (Marc Senter). En febrero de 2008, se confirmó que tanto Frost como J.K. Simmons habían conseguido un papel en la película de Lee Toland Krieger The Vicious Kind. Ese año, encarnó a un bravucón escolar en el largometraje Drillbit Taylor, producido por Judd Apatow y protagonizado por Owen Wilson. En 2008 también actuó en Stop-Loss. En 2009 protagonizó, junto con Steve Zahn, la película de Gary Lundgren Calvin Marshall, donde interpreta a un joven aspirante a beisbolista.
En 2010 encarnó a Truck, hermano mayor del personaje de Lorenzo Henrie, en The Wheeler Boys, debut cinematográfico de Philip G. Flores. Posteriormente, conformó el elenco del thriller sobrenatural Flight 7500, que se estrenó el 31 de agosto de 2012. En 2015, interpretó a la pareja del personaje de Sarah Hyland en See You in Valhalla. Un año después, actuó en Soy Nero. En 2017, integró el reparto del largometraje The Most Hated Woman in America, donde encarnó a Danny Fry, uno de los secuestradores de Madalyn Murray O'Hair, interpretada por Melissa Leo.

## Filmografía

### Cine
| Año  | Título original                 | Papel           |
| ---- | ------------------------------- | --------------- |
| 2003 | Elephant                        | Alex            |
| 2006 | The Lost                        | Tim Bess        |
| 2006 | The Standard                    | Dylan           |
| 2008 | Stop-Loss                       | Shorty Shriver  |
| 2008 | Drillbit Taylor                 | Terry Filkins   |
| 2009 | The Vicious Kind                | Peter Sinclaire |
| 2009 | Calvin Marshall                 | Calvin Marshall |
| 2010 | Virginia                        | Josh            |
| 2010 | The Wheeler Boys                | Truck           |
| 2014 | Flight 7500                     | Jake            |
| 2015 | See You in Valhalla             | Peter           |
| 2016 | Soy Nero                        | Policía         |
| 2017 | The Most Hated Woman in America | Danny Fry       |

### Televisión
| Año  | Título original     | Papel |
| ---- | ------------------- | ----- |
| 2006 | NCIS                | Jerry |
| 2010 | Good Morning Rabbit | Boxer |